# آنگلوو (روستا)
آنگلوو (به بلغاری: Angelov) یک منطقهٔ مسکونی در بلغارستان است که در شهرستان گابروو واقع شده‌است.